# Alexandr Serguéyev (piragüista)
Alexandr Serguéyev –en ruso, Александр Сергеев– (27 de febrero de 1994) es un deportista ruso que compite en piragüismo en la modalidad de aguas tranquilas.
En los Juegos Europeos consiguió dos medallas, oro en Minsk 2019 y plata en Bakú 2015. Ganó dos medallas de bronce en el Campeonato Europeo de Piragüismo, en los años 2016 y 2021.

## Palmarés internacional
| Juegos Europeos    | Juegos Europeos     | Juegos Europeos   | Juegos Europeos |
| Año                | Lugar               | Medalla           | Competición     |
| ------------------ | ------------------- | ----------------- | --------------- |
| 2015               | Bakú (Azerbaiyán)   | Medalla de plata  | K4 1000 m       |
| 2019               | Minsk (Bielorrusia) | Medalla de oro    | K4 500 m        |
| Campeonato Europeo |                     |                   |                 |
| Año                | Lugar               | Medalla           | Competición     |
| 2016               | Moscú (Rusia)       | Medalla de bronce | K4 500 m        |
| 2021               | Poznań (Polonia)    | Medalla de bronce | K4 500 m        |